# Patriotyczny Ruch na rzecz Ochrony i Odbudowy
Patriotyczny Ruch na rzecz Ochrony i Odbudowy (francuski: Mouvement patriotique pour la sauvegarde et la restauration) – dyktatura wojskowa rządząca Burkiną Faso od zamachu stanu w 2022 roku. Na jej czele stoi ppłk Ibrahim Traore.

## Członkowie
- Przewodniczący: Ibrahim Traore
- Wiceprzewodniczący: wakat